# Південноіндійська черв'яга
Південноіндійська черв'яга (Uraeotyphlus) — рід земноводних родини Рибозмії або альтернативно монотипної родини Uraeotyphlidae ряду Безногі земноводні. Має 7 видів.

## Опис
Загальна довжина представників цього роду коливається від 20 до 30 см. За своєю будовою здебільшого схожі на рід Рибозмій. Відмінністю є череп, який складається з багатьох кісток. Рот великий. Щупальці знаходяться далеко від очей, під ніздрями. З боків присутні шкірні складки, вкриті луску. Тулуб стрункий. Мають трахеї, завдяки яким дихають. Третинні кільця відсутні. Хвіст доволі короткий. Забарвлення темно-сіре або коричневе.

## Спосіб життя
Полюбляють тропічні ліси у гірській місцині. Весь час живуть у ґрунті, вкритому листям. Живиться наземними безхребетними.
Самиці відкладають яйця у вологий ґрунт неподалік від водойми, де згодом розвиваються личинки.

## Розповсюдження
Мешкають у Західних Гатах (Індія).

## Види
- Uraeotyphlus gansi
- Uraeotyphlus interruptus
- Uraeotyphlus malabaricus
- Uraeotyphlus menoni
- Uraeotyphlus narayani
- Uraeotyphlus oommeni
- Uraeotyphlus oxyurus